# Synchronisationsrecht
Das Synchronisationsrecht, auch Filmherstellungsrecht oder Werkverbindungsrecht ist ein urheberrechtliches Nutzungsrecht und gehört zu den Nebenrechten an einem Musikwerk. Es bezeichnet das Recht, ein Musikwerk als Filmmusik mit einem Filmwerk zu verbinden, zum Beispiel als Teil eines Films, einer Fernsehsendung, in einem Musikvideo oder in der Fernsehwerbung. Der Begriff stammt von der „synchronen“, also zu den Bildern passenden Verwendung der Musik.
Synchronisationsrechte können eine wesentliche Einnahmequelle für Musikschaffende sein. In der Regel erwirbt der Filmproduzent das Synchronisationsrecht vom Musikverlag oder direkt vom Komponisten (und gegebenenfalls vom Liedtexter), seltener von einer Verwertungsgesellschaft. Zusätzlich zum Synchronisationsrecht muss der Produzent die Leistungsschutzrechte der ausübenden Künstler (in der Regel vom Musiklabel) und die Nutzungsrechte für die Bearbeitung und Vervielfältigung (in der Regel von der Verwertungsgesellschaft) einholen.
Das Synchronisationsrecht an Musikwerken ist zu unterscheiden vom Recht zur Synchronisation eines Films.